# Münchner Symphoniker
Die Münchner Symphoniker sind ein 1945 von Kurt Graunke gegründetes Sinfonieorchester in München.

## Geschichte
Das Orchester wurde 1945 von Kurt Graunke als Symphonie-Orchester Graunke gegründet. Seit 1990 trägt es seinen heutigen Namen. Bis 1989 leitete Graunke das von ihm gegründete Orchester, dann übernahm Christoph Stepp den Dirigentenstab. Von 1999 bis 2006 war Heiko Mathias Förster Chefdirigent. Von September 2006 bis April 2013 war Georg Schmöhe Chefdirigent. Das Orchester ernannte in der Konzertsaison 2010/2011 Philippe Entremont zum Ehrendirigenten auf Lebenszeit. Von 2011 bis 2019 war Ken-David Masur 1. Gastdirigent des Orchesters. Von 2014 bis 2022 hatte Kevin John Edusei die Position des Chefdirigenten inne. In der Saison 2022/2023 war Nodoka Okisawa Artist in Residence. Ab der Saison 2023/2024 übernimmt Joseph Bastian den Dirigierstab.  
Am 25. September 1945 trat das Orchester mit einem Wohltätigkeitskonzert zugunsten des Bayerischen Roten Kreuzes erstmals ans Licht der Öffentlichkeit. Im folgenden Jahr war das Orchester auch schon bei Radio München zu hören. Seit 1949 trat das Symphonie-Orchester Graunke regelmäßig öffentlich auf. Die heutigen Münchner Symphoniker spielen in unterschiedlichen Konzertsälen rund 100 Aufführungen pro Jahr, davon 6 Konzerte in einer Abonnementreihe im Münchner Prinzregententheater.
Als Ableger der Münchner Symphoniker entstanden in der Spielzeit 2003/04 die Munich Symphony Pops für gehobene sinfonische Unterhaltungsmusik. Die Marke Munich Symphony Pops wurde mit der Spielzeit 2008/2009 eingestellt.
Seit der Spielzeit 2008/2009 zeigte das Orchester in seinem Logo den Münchner Friedensengel und führt seither den Beinamen Der Klang unserer Stadt. Im Zuge der Entwicklung eines neuen Corporate Designs entstand das aktuelle, für die Münchner Symphoniker seitdem charakteristische Logo: zwei gelbe Punkte.
Das klassisch-romantische Orchester-Repertoire steht für die Münchner Symphoniker im Zentrum. Dabei ist es das Ziel des Orchesters, die Tradition zu pflegen und gleichzeitig neue Hörerlebnisse zu schaffen. Namhafte Solisten und jüngere Stars der Klassikszene gastieren gerne als Partner des Orchesters. Auch am Dirigentenpult stehen erfahrene Dirigenten neben solchen, die am Anfang ihrer Karriere stehen.

## Struktur
Das Orchester besteht aus 66 fest angestellten Musikern. Rechtlicher Träger des Orchesters ist der als gemeinnützig anerkannte Verein Münchner Symphoniker e. V. Das Orchester wird vom Freistaat Bayern, der Stadtsparkasse München, dem Bezirk Oberbayern sowie dem Bund finanziell unterstützt.

## Filmmusik
Die Münchner Symphoniker wurden im Laufe der Jahre neben ihren Konzertreihen auch durch herausragende Einspielungen von mehr als 500 Filmmusiken bekannt. So spielten sie u. a. Ferde Grofés Grand Canyon Suite zu James Algars Grand Canyon (1958) ein, Paul Sawtells Musik zu Die Fliege (1958), Hugo Friedhofers Musik zu Bravados, (1962), Peer Rabens Musik zu Rainer Werner Fassbinders Film Querelle (1982) sowie im gleichen Jahr Christian Bruhns sinfonischen Soundtrack zu Jack Holborn ein, aber auch amerikanische Filmmusiken wie Jerry Goldsmiths spieltechnisch anspruchsvolle, für den Oscar nominierte Komposition zu Der Wind und der Löwe (The Wind and the Lion 1975), Christopher Youngs ausladende Musik zu Hellbound – Hellraiser II (1988) und Howard Shores Untermalung des Psychothrillers Das Schweigen der Lämmer (The Silence of the Lambs, 1991). Im Englischen nannte sich das Orchester dabei Graunke Symphony Orchestra, später Munich Symphony Orchestra. Ostern 2017 hat das Orchester an der Konzertreihe zu Herr der Ringe (Der Herr der Ringe: Die Rückkehr des Königs, 2003) im Gasteig in Kooperation mit MünchenKlang und dem Wolfratshauser Kinderchor mitgewirkt. Bei der Eröffnung des 36. Filmfest München 2018 haben sie Murnaus Faust – eine deutsche Volkssage unter der Leitung von Markus Huber musikalisch dargeboten.

## Chefdirigenten
- Kurt Graunke (1945–1989)
- Christoph Stepp (1990–1999)
- Heiko Mathias Förster (1999–2006)
- Georg Schmöhe (2006–2013)
- Kevin John Edusei (2014–2022)
- Joseph Bastian (seit 2023/2024)

## Diskografie (Auswahl)
- Franz Schubert: Große Sinfonie in C-Dur, Kevin John Edusei (Solo Musica, SM273)
- Franz Schubert:  Sinfonie Nr. 5 und 6, Kevin John Edusei (Solo Musica, SM296)